# Mudhol (ort i Indien)
Mudhol är en ort i Indien.   Den ligger i distriktet Bagalkot och delstaten Karnataka, i den sydvästra delen av landet, 1 400 km söder om huvudstaden New Delhi. Mudhol ligger 547 meter över havet och antalet invånare är 47 427.
Terrängen runt Mudhol är platt, och sluttar söderut. Runt Mudhol är det tätbefolkat, med 276 invånare per kvadratkilometer. Närmaste större samhälle är Jamkhandi, 19,0 km norr om Mudhol. Trakten runt Mudhol består till största delen av jordbruksmark.